# Tancik
Tancik je priimek več znanih Slovencev:
- Ferdinand Tancik (1925—1973), vojaški zgodovinar in muzealec
- Rudolf Tancik (1914—1973), pedagog